# Come on FUNKY Lips!
『Come on FUNKY Lips!』（カモンファンキーリップス）は文化放送をキーステーションに、NRN系列で放送した深夜ラジオ番組。1994年4月 - 1999年9月まで放送。放送時間は月 - 木曜日 24:00 - 26:00。1998年4月からは24:00 - 25:30。ネット局は24:00 - 25:00の放送。1999年10月より後番組『LIPS PARTY 21.jp』にリニューアルして終了した。

## パーソナリティ
| 期間    | 期間    | 月曜日                         | 火曜日        | 水曜日            | 木曜日            |
| ------- | ------- | ------------------------------ | ------------- | ----------------- | ----------------- |
| 1994.04 | 1994.12 | 衛藤利恵 山本未來              | 鈴木杏樹 千秋 | 今田耕司 東野幸治 | 山下久美子        |
| 1995.01 | 1995.03 | 宮田和弥 （JUN SKY WALKER(S)） | 鈴木杏樹 千秋 | 今田耕司 東野幸治 | 山下久美子        |
| 1995.04 | 1995.09 | 宮田和弥 （JUN SKY WALKER(S)） | 高橋里華      | 今田耕司 東野幸治 | 飯島愛            |
| 1995.10 | 1995.12 | 宮田和弥 （JUN SKY WALKER(S)） | 浅田祐介      | 今田耕司 東野幸治 | 飯島愛            |
| 1996.01 | 1997.03 | 神田うの                       | 貴水博之      | 今田耕司 東野幸治 | 浅田祐介          |
| 1997.04 | 1997.05 | 國府田マリ子                   | PENICILLIN    | 今田耕司 東野幸治 | 浅田祐介          |
| 1997.06 | 1998.09 | 國府田マリ子                   | PENICILLIN    | 今田耕司 東野幸治 | 松岡充 （SOPHIA） |
| 1998.10 | 1999.03 | Love Comedy                    | PENICILLIN    | 今田耕司 東野幸治 | 松岡充 （SOPHIA） |
| 1999.04 | 1999.09 | Love Comedy                    | NONA REEVES   | 今田耕司 東野幸治 | 松岡充 （SOPHIA） |

備考
- NONA REEVESは『LIPS PARTY 21.jp』も続投。
- 松岡は番組終了後、1999年12月から『LIPS PARTY21.jp』を担当した。

## ネット局
- 当番組はローカルセールス枠で北海道、名古屋、大阪、沖縄などの民放ラジオ局は未放送[注 1]。番組開始当初のネット局数は10局で、北海道、名古屋、大阪、沖縄を含む、その他の局はニッポン放送 制作の番組をネットしていたが当番組のネットへ徐々に切り替えた。以降は現在の『レコメン!』に至るまで、NRN系列の平日 24時台は一部の局[注 2]を除き、文化放送 制作の番組をネットしている。
- 以下、ネット局の放送時間は24:00 - 25:00の1時間のみ。

1994年4月から
- 青森放送[注 3]
- 秋田放送
- 山梨放送
- 山陰放送
- 山口放送
- 四国放送
- 高知放送
- 大分放送
- 長崎放送
- 熊本放送

1994年10月から
- 岩手放送

1995年4月から
- 山形放送
- ラジオ福島
- 新潟放送
- 信越放送
- 北日本放送
- 北陸放送
- 福井放送
- 南海放送

1996年4月から
- 宮崎放送

1997年4月から
- 九州朝日放送[注 5]

## 復活特番
- 2022年4月1日、文化放送 開局70周年ウィークの一環として、当番組の復活特番を同日 1:00 - 3:00に事前収録で放送。水曜日のパーソナリティを務めた今田耕司、東野幸治が担当した[1][2]。

## 備考
- 当番組の放送時間は『セイ!ヤング』『ミスDJリクエストパレード』などの若者向け深夜番組を放送していた。『文化放送ライオンズナイター』の放送時間拡大を1985年4月改編より実施。『大学受験ラジオ講座』『百万人の英語』などが平日 夕方より枠移動。教育・教養向けのラジオ番組が並ぶ時間帯となる。若者向け深夜番組は『セイ!ヤング』を引き継いだ『さだまさしのセイ!ヤング』を土曜深夜に放送していた。当番組の開始に伴い、若者向けの深夜番組枠が1985年3月以来、9年振りに復活した
- 主に女子高生のリスナーを対象にしていた[3]
- 1997年4月 - 1998年3月末までは文化放送のみ、月 - 水曜日 → 月 - 木曜日 26:00 - 27:00に、当番組の第2部『LIPS FACTORY』（リップス ファクトリー）を放送した。
- 金曜日の同時間帯はA&G番組を24:00 - 27:00に放送した。ネット局向けには月 - 木曜日の夜ワイド『古本新之輔 ちゃぱらすかWOO!』内の1コーナーとして放送していた『MEGA MAX』を再編集して、24:00 - 24:30 → 24:00 - 25:00に放送した。
- ネット局が番組途中で飛び降りるため、24時57分からはCMが入り、文化放送は24時58分から番組が再開されるがネット局はフィラーが流れ、24時59分直前にフィラーがBGMのまま、パーソナリティ[注 6] が事前収録した放送終了の挨拶、宛先紹介などを行って終了していた。

## BGM

### オープニングテーマ
原田真二作曲によるオリジナルテーマソング

### エンディングテーマ
- 1997年
  - 長沢ゆりか - 強いつばさで

### コマーシャル時フィラーBGM
- 1997年～

1. (スタブ)
2. 徳永英明 - Rainy Blue 〜1997 Track〜 (NO VOCAL EDITION)
3. SHAZNA - すみれ September Love(Non Vocal Version)

### ネット局飛び降り時BGM
- 1997年度
  - 坂井真紀 - ビーナス
- 1998年度
  - 秋本祐希 - あしたのジョーネツ
- 1999年度
  - ROCKY CHACK - SMILE IN THE HOLE